# Poggio di Nazza
Poggio di Nazza (in francese Poggio-di-Nazza, in corso U Poghju di Nazza) è un comune francese di 187 abitanti situato nel dipartimento dell'Alta Corsica nella regione della Corsica.

## Società

### Evoluzione demografica
Abitanti censiti